# Musikbeilage
Als Musikbeilage wurde im Verlagswesen des 19. Jahrhunderts die Dokumentation einer Melodie mittels Notation in einem Buch bezeichnet, wenn die Melodie als Druck von einer Druckplatte zu einem an sonsten von Hand gesetzten Buch gehörte, das kein Liederbuch war.
Die Beilage mit Noten wurden vermutlich wegen der feinen Linien mit einer Drucktechnik gedruckt, die sich von der für den Text (Hochdruck) unterschied. So wurden die Notationen als Blätter oder dünne Hefte von einer anderen Druckerei bzw. Abteilung angeliefert und in das gebundene Buch eingesteckt, aber auch eingebunden oder bei mehreren Musikbeilagen zu einem Anhang zusammengefasst hinter den Textseiten angeheftet.
Wenn es zu einem mehrbändigen Werk viele Musikbeilagen über mehrere Bände verteilt gab, konnten sie auch als eigener Band herausgegeben werden.
Vermutlich haben die Autoren in den meisten Fällen die Druckplatten nicht selbst, sondern von einem Graveur, Kupferstecher o. ä. anfertigen lassen.
Die Einzelanfertigung der gestochenen oder geschnittenen Druckplatte für die Notation erzeugte höhere Kosten, auch bei der Lagerung bis zur nächsten Auflage sowie einer evtl. nötigen Restauration (Zinkpest, Korrosion).
Wie bei anderen Hinweisen, beispielsweise „mit Tafeln“, „mit Karten“, „mit Grundriss“ und „mit Kupferstichen“, verwies „Musikbeilage“ auf den Mehrwert und konnte einen erhöhten Verkaufspreis begründen.
Abgesehen von den technischen Erfordernissen erleichtern herausnehmbare Noten zum Liedtext im Buch in einem musikalischen Haus den klanglichen Eindruck des im Buch beschriebenen Zeitgeistes zu erzeugen. Es erscheint als eine frühe Form eines multimedialen Erlebnisses im Zeitalter der Romantik.
Verschiedenste Publikationen konnten Musikbeilagen enthalten. Beispielsweise Reiseberichte, in denen traditionelle oder neu komponierte Musikstücke des Reisezieles zum Nachspielen enthalten waren.
In Büchern über die Historie von Städten oder Landstrichen enthielten die Musikbeilagen vergessene Melodien zu den Texten.
Bücher für werdende Mütter und zum Thema Kindererziehung lagen nicht selten Kinderlieder zum Nachspielen bei.
Zu Werken mit Erzählungen, Gedichten und Fabeln gehörten manchmal passende Melodien, um Gedichte als Liedtext nutzen zu können.
Der Begriff wurde bis Anfang des 20. Jahrhunderts benutzt. Zu der Zeit hörte man aufgrund der Entwicklungen in der Drucktechnik auch bei hochwertigen Druckerzeugnissen auf die fein gearbeiteten Notationen als Stich auszuführen.
Durch die lizenzfreien Nachdrucke aus dem 19. Jahrhundert (BOD) wird der Begriff 'Musikbeilage' heutzutage wieder gebraucht, wenn er zum Titel des Originals gehört. Allerdings liegen die Melodien dann nicht mehr in Form einer Beilage vor oder fehlen ganz.
Musikbeilagen wurden bei Büchern in Bibliotheksbeständen im Falle einer notwendig gewordenen erneuten Buchbindung in die Bindung integriert.
In Kopien auf Mikrofilm oder Digitalisaten können die Musikbeilagen fehlen, wie es auch bei ausklappbaren oder mehrfach gefalteten Grafiken der Fall sein kann.